# Михаил Паничерски
Михаил Паничерски е български учител, юрист, адвокат, либерал.

## Биография
Роден е около 1850 г. в Болград. През 1869 г. завършва Болградската гимназия. Печели стипендия на попечителството на Болградската гимназия, с която учи 1 година до 1870 в Прага. В периода 1870 – 1874 г. учи право в Новоросийския университет в Одеса със стипендия на Одеското българско настоятелство. Овладява руски, френски, румънски и чешки език. Учителства в Букурещ (1874 – 1875), Гюргево (1875 – 1877) или Болград (1875 – 1877). Между 1876 и 1877 г. е секретар на комитета на БЦБО в Болград. Поддържа тесни контакти с Киряк Цанков, Любен Каравелов, Христо Ботев и Стефан Стамболов. През 1875 г. е уволнен като учител в Болград за революционна пропаганда. Превежда от руски език „Какво да се прави?“ на Николай Чернишевски. На 26 юни 1877 г. е назначен за председател на Окръжния съд в Тулча. След Берлинския мирен договор е назначен за председател на Окръжния съд в Балчик (1878 – 1879). През 1879 г. за известно време е председател на Османпазарския окръжен съд. След това се заселва във Варна. През 1888 г. е назначен за варненски окръжен управител. От 1891 до 1892 г. е председател на Варненския адвокатски съвет. През 1906 г. е подпредседател на варненското дружество на Червения кръст.
Народен представител в Учредителното събрание „по звание“ като председател на окръжния съд в Балчик. Либерал по убеждения, но по-късно става близък до идеите на Петко Каравелов. Отделно е бил народен представител в 1 велико народно събрание, 1 обикновено народно събрание и в двете от Балчик и във 2 обикновено народно събрание в допълнителни избори от Никополска околия.